# 会いたくて (彩冷えるの曲)
「会いたくて」（あいたくて）は、2009年5月にリリースされた彩冷える -ayabie-のメジャーデビュー（通算16枚目の）シングルである。発売元は徳間ジャパンコミュニケーションズ。

## 解説
- 初回生産限定盤は「会いたくて」のVideo ClipとMakingを収録したDVD付き。
- 通常盤Bのジャケットはマンガ家新條まゆとのコラボレーションジャケット。

## 収録曲

### 初回生産限定盤
1. 会いたくて (4分35秒)
2. master piece (3分56秒)
3. 会いたくて (Instrumental) (4分34秒)
4. master pieces (Instrumental) (3分53秒)

### 通常盤
1. 会いたくて
2. master piece
3. サマーチャイム (Aのみ) (4分54秒)
ソプラノ (Bのみ) (3分37秒)